# 정영환 (야구인)
정영환(鄭永煥, 1973년 4월 10일 ~ )은 전 KBO 리그 야구 선수의 투수이다.

## 출신학교
- 1989년 ~ 1992년 : 마산고등학교
- 1992년 ~ 1996년 : 홍익대학교 (1992학번)